# Helga Anders
Helga Scherz, más conocida por su nombre artístico Helga Anders, fue una actriz austro-alemana de cine, radio y doblaje, participó en numerosas producciones.

## Biografía
Su padre era un instructor de esquí de Innsbruck y su madre venía de una familia de agricultores bávaros. Tras el divorcio de sus padres en 1950, Anders creció primero en Ruhpolding y luego en Bielefeld.
Asistió a una escuela de ballet y apareció a los ocho años en la opereta de Leo Fall, El granjero alegre. Tras mudarse con su familia a Tegernsee, empezó su carrera a los 13 años actuando en un teatro rural bávaro y durante dos años en la Kleine Komödie de Múnich. A los 14 años, interpretó a Wendy en la primera adaptación televisiva alemana del cuento infantil Peter Pan, con Fernando Möller en el papel principal en 1962. Su primer papel cinematográfico fue ese mismo año en la película Max, el carterista, junto a Heinz Rühmann como su hija Brigitte.
Apareció en más de 80 producciones de cine y televisión, incluyendo The Powenz Gang, The Defiant, el papel de Christa Buchner en la serie familiar The Forellenhof y el de la hija Lore Scholz en la legendaria serie de televisión The Incorregibles con Inge Meysel y Joseph Offenbach. Interpretó el papel principal en la serie animada Pinocho. En la serie animada Nils Holgersson prestó su voz al pequeño hámster de Nils, Krümel, y también apareció en varias producciones de radio. Tuvo un gran éxito con su papel principal en la serie familiar de 13 episodios Holidays in Lipizza (1966), filmada en Yugoslavia (Eslovenia). La serie obtuvo el tercer lugar en el ranking anual entre las series vespertinas más populares en los programas regionales de ARD. 
En 1967 se casó con el director Roger Fritz, quien la eligió para entre otras series, Girls, Girls. Como mujer de cabello oscuro y labios gruesos, a menudo encarnaba el cliché de la mujer-niña en las películas de los años 60. Este estereotipo la acompañó durante mucho tiempo; incluso en 1972, a los 24 años, interpretó a una colegiala rebelde en un episodio de la serie policiaca Der Kommissar'.
En 1971, firmó la entonces declaración pública "¡Tuvimos abortos!" en la edición del 6 de junio de la revista Stern, en la que declaró públicamente haber perdido un bebé, lo que aquel entonces era ilegal.

## Familia y muerte
De su matrimonio con el director Roger Fritz, tuvieron una hija juntos. Tras su divorcio en 1974, estuvo comprometida con el actor y pintor Jürgen Draeger desde 1980. Adicta en sus últimos años al consumo de alcohol y pastillas, falleció de una insuficiencia cardíaca poco antes de su boda planeada, el 31 de marzo de 1986, a los 38 años, en el Hospital del Distrito de Haar (cerca de Múnich). Tras su fallecimiento, la revista Der Spiegel informó que la causa era también por las «crisis nerviosas, disturbios y accidentes de tráfico».
Se encuentra enterrada en el cementerio de Gmund am Tegernsee, teniendo una lápida gris. La tumba está rodeada por un pequeño borde de hormigón y se encuentra en buen estado, aunque ha estado abandonada.

## Filmografía (selección)

### Cine
- 1962: Max, der Taschendieb de Imo Moszkowicz: Brigída.
- 1966: 
  - El Congreso se divierte (Der Kongreß amüsiert sich) de Géza von Radványi: Anni.
  - Sexo en Wolfgangsee de Franz Antel: Bibi Werner
  - Cómo seducir a un playboy en el año 2000 (Bel Ami 2000 oder Wie verführt man einen Playboy?) de Michael Pfleghar: Lucy.
- 1967: Mädchen, Mädchen de Roger Fritz: Andrea.
  - Der Mörderclub von Brooklyn de Werner Jacobs: Edna Cormick.
  - Tatuaje (Tätowierung) de Johannes Schaaf: Gaby
  - Das Rasthaus der grausamen Puppen de Rolf Olsen: Linda.
- 1968: Erotik auf der Schulbank de Hannes Dahlberg, Eckhart Schmidt y Roger Fritz: Sybille Horn - Schülerin.
  - Zuckerbrot und Peitsche de Marran Gosov: Helga Arnold.
  - Sommersprossen de Helmut Förnbacher: Mónica.
- 1969: Häschen in der Grube de Roger Fritz: Leslie.
  - Contronatura (Schreie in der Nacht) de Antonio Margheriti: Isabel.
  - Unser Doktor ist der Beste de Harald Vock: Loni Vogt.
- 1970: Mädchen mit Gewalt de Roger Fritz: Alicia.
- 1976: Ansichten eines Clowns de Vojtěch Jasný: Sabina Emonds.
- 1980: Rosy la Bourrasque de Mario Monicelli: Carlota.

### Televisión
- 1962: Bubusch de Erik Ode: Bárbara Schneider.
  - Die sündigen Engel de Ludwig Cremer: Flora.
  - Peter Pan de Paul Verhoeven: Wendy Darling.
- 1966 - 1967: Vacaciones en Lipica: Julka.
- 1970: Mord im Pfarrhaus de Hans Quest: Virginia Hampton.
- 1974: Derrick: Roswitha Meinecke.
- 1976: El Palacio Azul (serie de televisión): Yvonne Boucher.
  - Tatort (episodio de serie de televisión), como Renata Cand.
- 1977: Derrick: Hals in der Schlinge (Un asunto dudoso): Heli.
- 1978: Derrick: Tod eines Fans (Muerte de un fan): Vera Höfer.
- 1978: Derrick: Kaffee mit Beate (Pensión): Beate Schill.
- 1980: Derrick: Auf einem Gutshof (El intento): Waltraud Heimann
- 1981: Derrick: El Canal: Hannelore Junker
- 1984: Derrick: Der Klassenbeste (Mejor de su clase): Uschi